# Hrvatska liga u odbojci na pijesku za žene 2018.
Hrvatska liga u odbojci na pijesku za žene za 2018. godinu, odnosno za sezonu 2017./18. 
 
Igrana je u ljeto 2018. godine na nekoliko turnira. 
 
Igrane su: 
- 1. liga – 7 klubova; prvak "Siget" iz Zagreba

## Prva liga
Sudionici
- KOP Čakovec – Čakovec
- KOP Jarun – Zagreb
- KOP Retfala – Osijek
- KOP Siget – Zagreb
- KOP Zagreb – Zagreb
- KOP Žal – Banjole, Medulin
- KOP Žnjan – Split

Ljestvica
| mj | klub    | ut | pob | ner | por | set+ | set- | poen+ | poen- | bod |
| -- | ------- | -- | --- | --- | --- | ---- | ---- | ----- | ----- | --- |
| 1. | Siget   | 12 |     |     |     |      |      |       |       | 24  |
| 2. | Žal     | 12 |     |     |     |      |      |       |       | 17  |
| 3. | Žnjan   | 12 |     |     |     |      |      |       |       | 16  |
| 4. | Zagreb  | 12 |     |     |     |      |      |       |       | 11  |
| 5. | Čakovec | 12 |     |     |     |      |      |       |       | 9   |
| 6. | Retfala | 12 |     |     |     |      |      |       |       | 5   |
| 7. | Jarun   | 12 |     |     |     |      |      |       |       | 2   |

 Izvori: 

 hos-cvf.hr, završni turnir i poredak  

 Splitski savez športova, Sportski godišnjak 2018. 

 kop-cakovec.hr, završni turnir i poredak 

Turniri
- 1. turnir: Zagreb, Jarun, 28. – 29. srpnja 2018.[4]
- 2. (završni) turnir: Zagreb, Jarun, 25. – 26. kolovoza 2018.[3]

## Vanjske poveznice
- hos-cvf.hr, Odbojka na pijesku
- sport-danas.com, Odbojka na pijesku
- kop-cakovec.hr  Arhivirana inačica izvorne stranice od 10. studenoga 2024. (Wayback Machine)
- kop-znjan.hr